# دی پیپانون
دی پیپانون (انگلیسی: Dipipanone) نوعی مسکن اوپیوئیدی بسیار قوی است که در موارد دردهای بسیار شدید که مورفین به دلیل آلرژی به آن قابل استفاده نیست استفاده میشود.